# Ferienfieber (Fernsehsendung)
Ferienfieber war eine Fernsehsendung für Kinder, die als gemeinsames Ferienprogramm von ARD und ZDF zwischen 1994 und 1999 während der Oster- und Sommerferien und im Winter 1995/1996 auch in den Weihnachtsferien lief.
Als Fortsetzung des von 1978 bis 1989 gezeigten ZDF-Ferienprogramms wurde die Sendung am 4. Juli 1994 im ZDF erstmals ausgestrahlt und im wöchentlichen Wechsel zwischen dem Ersten und dem ZDF werktäglich von 9:03 Uhr bis 11:00 Uhr gesendet. 1997 kam eine weitere Ausstrahlung um 9:03 Uhr im KiKA hinzu. Ab 1998 lief Ferienfieber morgens nur noch im ZDF und nachmittags um 14:05 Uhr im KiKA.
Ferienfieber wurde moderiert von Antje Pieper (1994–1995), Gregor Steinbrenner (1994–1995), Juri Tetzlaff (1995–1999), Eva Habermann (1995), Anke Kortemeier (1995–1997) und Singa Gätgens (1996–1997). 1997 kam die Puppe Helle H. hinzu.
Während des Ferienprogramms wurden Serien und Filme gesendet, Ferientipps und das Ferienwetter präsentiert, Geburtstagsgrüße übermittelt und es wurden verschiedene prominente Gesprächsgäste eingeladen. Gesendet wurden u. a. die Filme und Serien Wickie und die starken Männer, Tim und Struppi, Ocean Girl, Alfred J. Kwak, Pippi Langstrumpf, Tabaluga, Achtung! Streng Geheim! und Benjamin Blümchen.
Gekennzeichnet wurde die Sendung im Sommer mit einer Sonne als Logo, im Winter mit einem Schneemann und zu Ostern mit einem Osterei.